# Presa d'aria NACA
Una presa d'aria NACA, o più propriamente un condotto NACA dall'inglese NACA duct, è un tipo di forma comunemente usata per le prese d'aria che genera una bassa resistenza aerodinamica.
Talvolta definita apertura NACA (NACA scoop o NACA Inlet), fu in origine sviluppata nel 1945 dalla statunitense NACA, l'odierna NASA, da cui prende anche il nome.

## Utilizzo

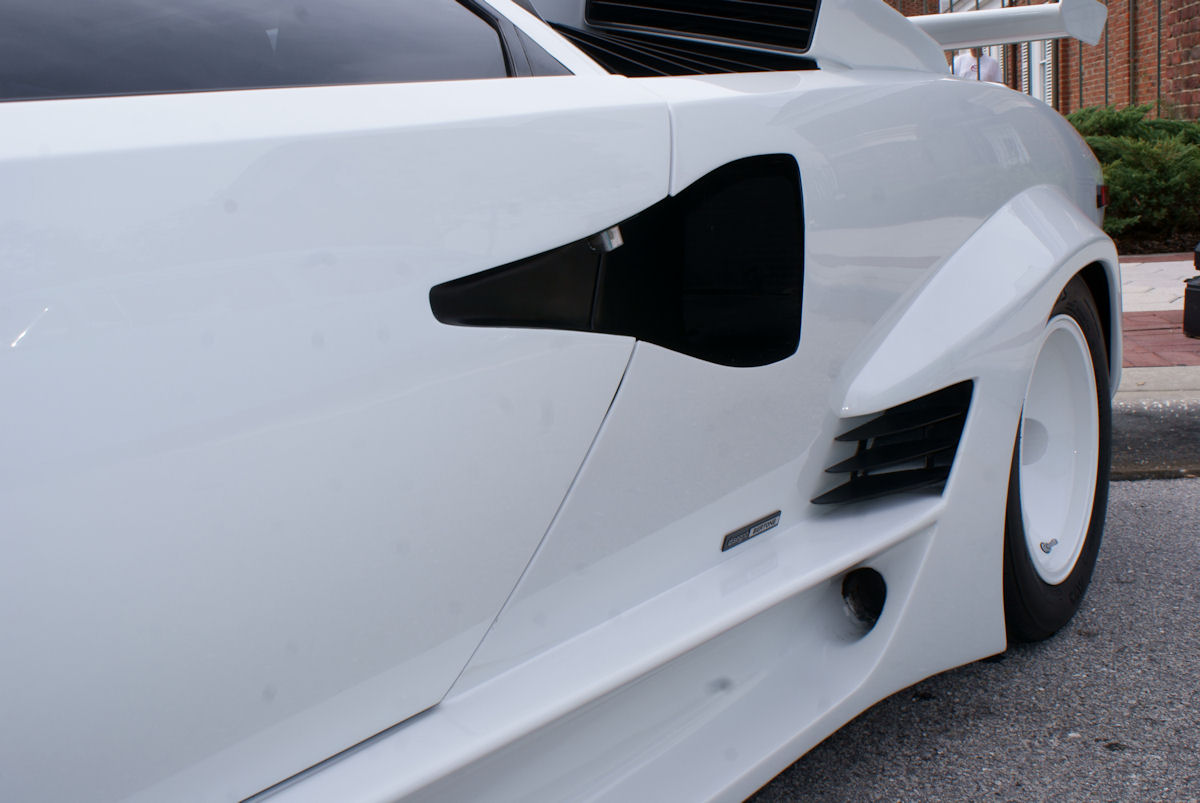
Dettaglio di una presa NACA di una Lamborghini Countach del 1984

Quando viene utilizzata in maniera appropriata, una presa NACA consente all'aria di fluire all'interno del condotto, in genere per ottenere un raffreddamento, creando un minimo disturbo al moto del fluido.
La forma fu in origine chiamata "presa d'aria sommersa" (submerged inlet), poiché consiste in un'apertura inclinata poco profonda e con pareti curve, ricavata sulla superficie di un corpo che deve muoversi in un fluido, come per esempio un aeroplano.
È impiegata in versione a profondità variabile per creare aperture di ventilazione sugli airframe dei velivoli e più raramente nella progettazione del profilo aerodinamico di auto sportive, generalmente in versione semplice a profondità fissa.

## Tecnica

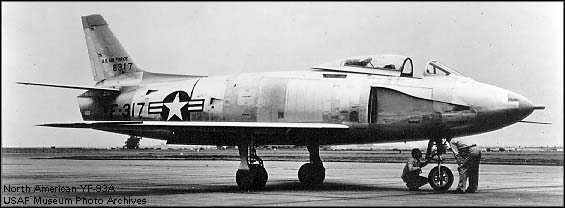
Il North American YF-93, uno dei pochi prototipi a utilizzare prese NACA come prese d'aria per motori a turbogetto

Le prime aperture sulle superfici, nel corso degli esperimenti sulla materia, inizialmente facevano risultare scarse pressioni nel flusso d'aria dirottato all'interno, a causa della bassa velocità dello strato limite che entrava nell'apertura. Il disegno della presa NACA si ritiene funzioni, in quanto la combinazione di una moderata pendenza del condotto e il profilo di curvatura delle pareti, crea dei vortici contro-rotanti che deflettono lo strato limite lontano dall'apertura e nello stesso tempo prelevano aria a più alta velocità, pur nello stesso tempo evitando resistenze aerodinamiche indotte e il distacco dello strato limite che può avvenire utilizzando prese d'aria che fuoriescono dalle superfici esterne.

## Svantaggi

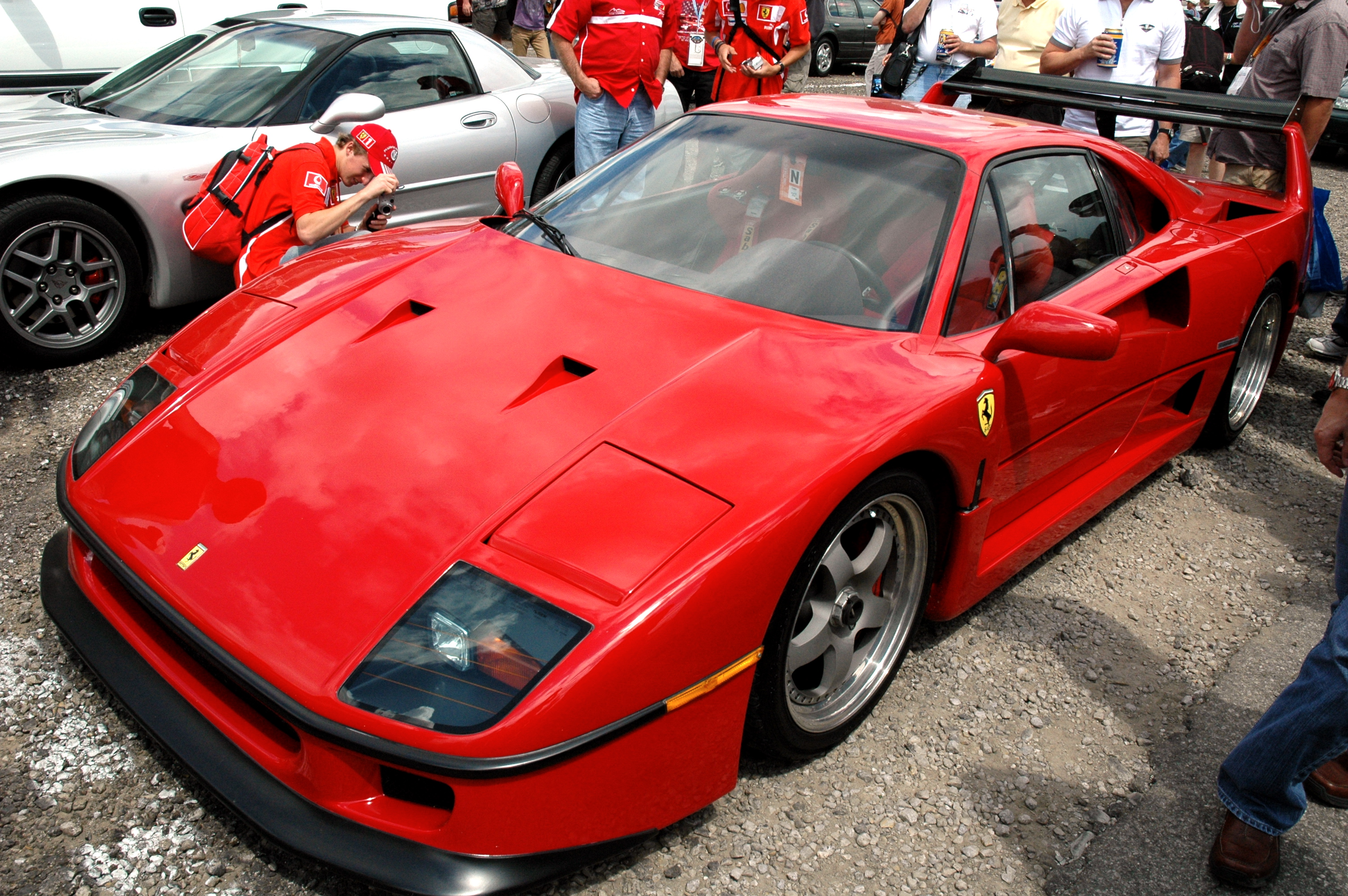
Prese d'aria NACA al centro del cofano di una Ferrari F40, ai lati e al retrotreno (8 prese NACA totali)

Una presa d'aria NACA in genere non può far entrare aria in grandi volumi e con le alte pressioni possibili con una classica apertura esterna, e per questo motivo è raramente utilizzata come presa d'aria per i motori a turbogetto, applicazione per la quale fu inizialmente pensata, come per i prototipi North American YF-93 e Short SB.4 Sherpa. Viene invece comunemente utilizzata per le prese d'aria di motori e aperture di ventilazione.